# Hydropsyche sikkimensis
Hydropsyche sikkimensis är en nattsländeart som beskrevs av Wolfram Mey 1996. Hydropsyche sikkimensis ingår i släktet Hydropsyche och familjen ryssjenattsländor. Inga underarter finns listade i Catalogue of Life.